# 土屋哲男
土屋 哲男（つちや てつお、1948年（昭和23年）2月24日 - ）は、日本の政治家。元長野県東御市長（1期）。

## 来歴
長野県小県郡祢津村（現東御市）生まれ。亜細亜大学商学部卒業。旧東部町議会議員から、平成14年（2002年）町長となる。平成の大合併では、北御牧村との新設合併を推進し、同16年（2004年）、東御市の初代市長となった。同30年（2018年）旭日双光章受章。